# Haeryong-myeon
Haeryong-myeon (koreanska: 해룡면) är en socken i kommunen Suncheon i provinsen Södra Jeolla i den södra delen av Sydkorea, 300 km söder om huvudstaden Seoul.